# 아이바 아이나
아이바 아이나(일본어: 相羽 あいな, 1988년 10월 17일 ~ )는 일본의 성우. 오사카부 출신. 히비키 소속.